# غويلرمو دياز (مصارع رياضي)
غويلرمو دياز (بالإسبانية: Guillermo Díaz)‏ هو مصارع رياضي مكسيكي، ولد في 29 سبتمبر 1964.

## وصلات خارجية
- غويلرمو دياز على موقع قاعدة بيانات المصارعة الدولية (الإنجليزية)
- غويلرمو دياز على موقع أوليمبيديا (الإنجليزية)